# BEST-R
『BEST-R』（ベスト・アール）は、GALNERYUSのTSUTAYAレンタル限定ベスト・アルバム。

## 概要
選曲はすべて第3期の音源から選出された。
表記はされていないが全曲リマスタリングが施されている。歌詞カードはついていない。

## 収録曲
| #         | タイトル                          | 作詞  | 作曲・編曲 | 時間 |
| --------- | --------------------------------- | ----- | ---------- | ---- |
| 1.        | 「絆」                            |       |            | 5:20 |
| 2.        | 「departure!（English Version）」 |       |            | 4:59 |
| 3.        | 「HUNTING FOR YOUR DREAM」        |       |            | 5:03 |
| 4.        | 「A FAR-OFF DISTANCE」            |       |            | 4:53 |
| 5.        | 「DESTINY」                       |       |            | 7:43 |
| 6.        | 「TEAR OFF YOUR CHAIN」           |       |            | 6:49 |
| 7.        | 「CARRY ON」                      |       |            | 5:00 |
| 8.        | 「FUTURE NEVER DIES」             |       |            | 5:37 |
| 9.        | 「ACROSS THE RAINBOW」            |       |            | 7:55 |
| 10.       | 「YOU'RE THE ONLY 2010」          |       |            | 5:13 |
| 合計時間: | 合計時間:                         | 58:32 |            |      |

### 曲解説
1. 絆
ミニ・アルバム『絆』収録曲。
2. departure!（English Version）
同上。小野正利ソロのシングル「departure!」の、GALNERYUSによる全英詞リメイクカバー。
3. HUNTING FOR YOUR DREAM
7thシングル「HUNTING FOR YOUR DREAM」収録曲。
4. A FAR-OFF DISTANCE
6thアルバム『RESURRECTION』収録曲。
5. DESTINY
同上。
6. TEAR OFF YOUR CHAIN
7thアルバム『PHOENIX RISING』収録曲。同アルバムにはイントロに「THE RISING」のアウトロがクロスフェードされる形で収録されていたが、修正されて本作に収録された。
7. CARRY ON
6thアルバム『RESURRECTION』収録曲。上記と同じ形で、「BURN MY HEART」のアウトロがイントロにクロスフェードされていたが、修正されている。
8. FUTURE NEVER DIES
7thアルバム『PHOENIX RISING』収録曲。
9. ACROSS THE RAINBOW
ミニ・アルバム『絆』収録曲。2ndアルバム『Advance To The Fall』収録の「Whisper in the red sky」の、歌詞違いリメイクバージョン。
10. YOU'RE THE ONLY 2010
デジタルシングル「BEGINNING OF THE RESURRECTION」収録曲。本作では唯一、CD作品以外からの収録であり、また、CD作品への初収録楽曲となった。小野正利ソロの「You're the Only…」の、GALNERYUSによるリメイクカバー。